# ماریا چنتراکیو
ماریا چنتراکیو (ایتالیایی: Maria Centracchio؛ زادهٔ ۲۸ سپتامبر ۱۹۹۴) جودوکار زن اهل ایتالیا است.